# Siegfried Jacobsohn

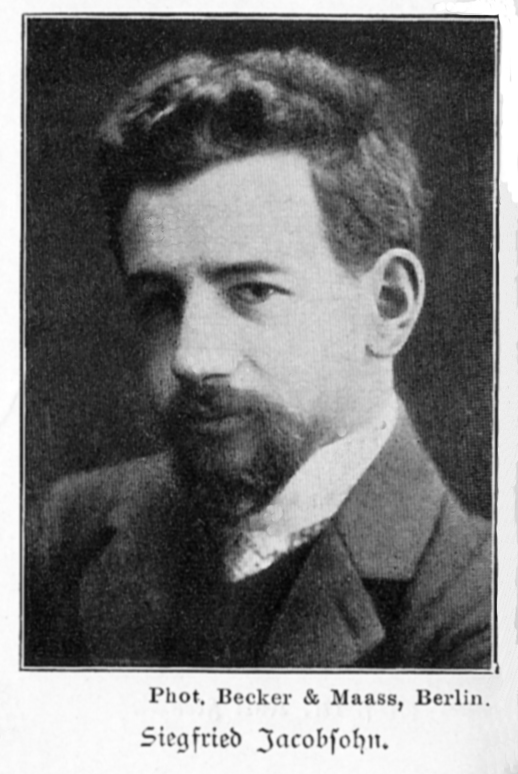

Siegfried Jacobsohn (* 28. Januar 1881 in Berlin; † 3. Dezember 1926 ebenda) war ein deutscher Journalist, Herausgeber und Theaterkritiker. Er gründete 1905 die Zeitschrift Die Schaubühne und nannte sie 1918 in Die Weltbühne um, deren Herausgeber er bis zu seinem Tode blieb.

## Leben
Schon mit 15 Jahren beschloss der aus einer jüdischen Familie stammende Siegfried Jacobsohn, Theaterkritiker zu werden. Im Oktober 1897 verließ er ohne Abschluss die Schule und begann – was damals auch ohne Abitur möglich war – ein Studium an der Friedrich-Wilhelms-Universität in Berlin. Seine akademischen Lehrer waren unter anderem Erich Schmidt, Ulrich von Wilamowitz-Moellendorff und Max Herrmann. Aber mehr noch als bei ihnen lernte er durch das Studium ihm vorbildlich erscheinender Kritiken, allen voran jenen Maximilian Hardens, Fritz Mauthners und Paul Schlenthers. Zusätzlichen Rat holte er sich von Schauspielern, unter ihnen Albert Bassermann, Jakob Tiedtke und Richard Leopold.

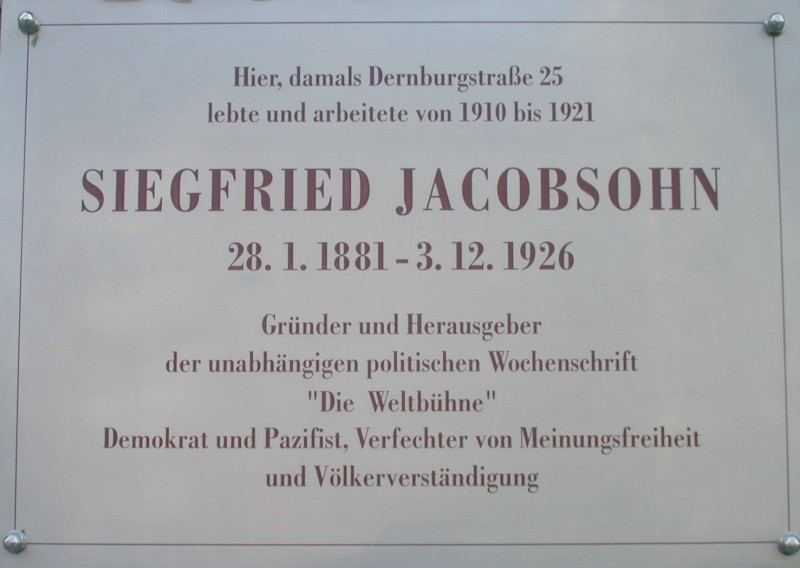
Gedenktafel für Siegfried Jacobsohn

Noch als Student wurde Jacobsohn von Hellmut von Gerlach als Theaterkritiker für die Berliner Wochenzeitung Die Welt am Montag engagiert. „Dieser Jüngling“, erinnerte sich Gerlach später, „hatte buchstäblich jeden Abend seines Schülerdaseins im Theater verbracht. Er kannte jeden Schauspieler in jeder Rolle, und er kannte die gesamte Bühnenliteratur. Dabei eine Treffsicherheit des Urteils, die bei solcher Jugend kaum vorstellbar schien. Es war ein Phänomen“ (Frankfurter Zeitung, 8. November 1926, 1. Morgenblatt).
In der Welt am Montag erschien im März 1901 Jacobsohns erster Beitrag. Im Juni 1902 erhielt er einen Vertrag als Redakteur mit einer Laufzeit von drei Jahren. Im September 1902 übernahm er zusätzlich die Theaterkorrespondenz für die Wiener Tageszeitung Die Zeit.
Er profilierte sich schnell als scharfer Kritiker von Dilettantismus auf der Bühne und scheute sich 1902 in der Auseinandersetzung um Hermann Sudermanns Streitschrift Die Verrohung in der Theaterkritik auch nicht, das Berliner Tageblatt als den „Sitz der Kunstkorruption“ zu attackieren. Im November 1904 revanchierte sich die Feuilletonredaktion dieser im Mosse-Verlag erscheinenden Tageszeitung, indem sie Jacobsohn des Plagiats in zwei Fällen bezichtigte. Die Übereinstimmungen mit Texten des Theaterkritikers Alfred Gold erklärte er damit, dass nach der Arbeit an seinem Buch Das Theater der Reichshauptstadt in seinem Gedächtnis „von fremden Autoren Worte, Bilder, Sätze und ganze Satzfolgen [schlummerten], die durch die geringste Assoziation geweckt“ worden seien. Trotz der Fürsprache von Maximilian Harden und Arthur Schnitzler, die angesichts der Übereinstimmungen bei Allerweltsformulierungen an einen „geistigen Diebstahl“ nicht glauben mochten, entließ die Welt am Montag ihren Kritiker.

Kopf der ersten Schaubühne vom 7. September 1905

Nach einer mehrmonatigen Europareise, die ihn unter anderem nach Wien, Rom und Paris führte, kehrte er Ende Mai 1905 mit Plänen zu einer Theaterzeitschrift nach Berlin zurück. Das erste Heft der zunächst ganz auf Theaterfragen spezialisierten Wochenschrift, die in Anspielung auf Friedrich Schillers Aufsatz Die Schaubühne als moralische Anstalt betrachtet den Titel Die Schaubühne erhielt, erschien am 7. September 1905. Zu den wichtigsten Mitarbeitern gehörten Julius Bab, Willi Handl, Alfred Polgar, Robert Walser (ab 1907), Lion Feuchtwanger (ab 1908), Herbert Ihering (ab 1909), Robert Breuer (ab 1911) und Kurt Tucholsky (ab 1913).

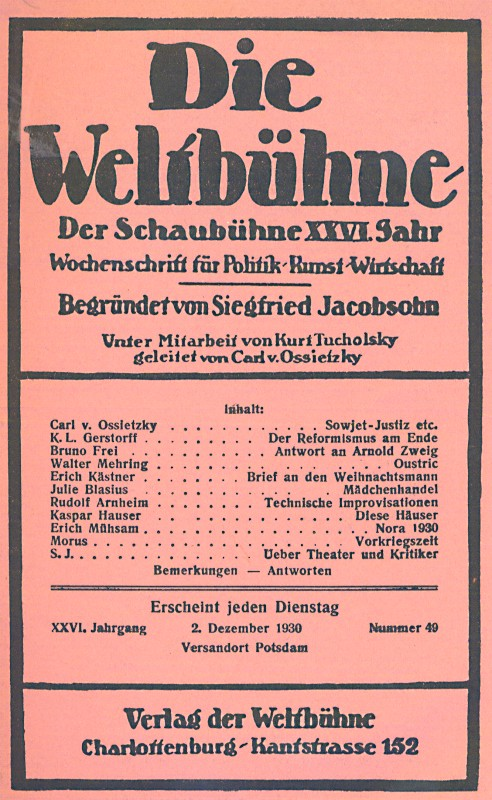
Umschlag der Weltbühne vom 2. Dezember 1930

Von 1913 an öffnete Jacobsohn das „Blättchen“, wie er seine Zeitschrift gerne nannte, allmählich auch für politische Themen. Im April 1918 benannte er sie in Die Weltbühne um und entwickelte sie zu einem über Deutschland hinaus bekannten pazifistischen Forum der politischen Linken. Mit der Neuausrichtung änderte sich allmählich auch das Mitarbeiterprofil. Polgar und Tucholsky gehörten weiterhin zum engen Kreis der Autoren. Hinzu kamen u. a. der politische Publizist Kurt Hiller (ab 1915), der Nationalökonom Alfons Goldschmidt (ab 1917), der satirische Schriftsteller Hans Reimann (ab 1917), der Mitgründer der Deutschen Friedensgesellschaft Otto Lehmann-Rußbüldt (ab 1918), der sozialdemokratische Politiker Heinrich Ströbel (1919/20), der Kunstkritiker Adolf Behne (ab 1920), der Schriftsteller Walter Mehring (ab 1920), der Wirtschaftsjournalist Richard Lewinsohn (ab 1921), der Publizist Friedrich Sieburg (ab 1921) und der politische Redakteur Carl von Ossietzky (ab 1926).
Als Theaterkritiker war Jacobsohn Antipode von Alfred Kerr, anders als Kerr ein entschiedener Kritiker des Naturalismus und schätzte im Gegensatz zu ihm auch die Leistungen von Max Reinhardt als Theaterleiter und -regisseur weit höher ein als die von Otto Brahm. Reinhardts Hinwendung zu einem Arenatheater, die in Berlin in den Umbau des Zirkus Schumann zum 1919 eröffneten Großen Schauspielhaus mündete, hat er jedoch entschieden missbilligt. Nach dem Ersten Weltkrieg setzte er große Hoffnungen in die Arbeit von Leopold Jessner als Intendant des Staatlichen Schauspielhauses in Berlin, registrierte aber auch aufmerksam die Inszenierungen von Ludwig Berger, Jürgen Fehling, Heinz Hilpert, Berthold Viertel und schließlich Erwin Piscator.
Die von Jacobsohn neben den Klassikern, hier vor allem William Shakespeare, geschätzten und geförderten Autoren waren in den ersten Jahren unter anderen Hugo von Hofmannsthal und Arthur Schnitzler. Die Hoffnungen, die er auf die neoromantische Dramatik setzte, erfüllten sich für ihn jedoch nicht. Das war wahrscheinlich ein wesentlicher Grund für seine 1913 einsetzende allmähliche Politisierung. Die Bühnenwerke des Expressionismus beurteilte er – mit Ausnahme der Stücke von Georg Kaiser und Ernst Toller – außerordentlich kritisch: „In dieser ganzen Generation von Dichtern“, schrieb er in der Schaubühne vom 14. März 1918, „ist des eigentlichen Dichtertums zu wenig.“
In der Zeit der Weimarer Republik gehörte Jacobsohn zu den wenigen Theaterkritikern, die sofort das Potential von Autoren wie Bertolt Brecht, Arnolt Bronnen und Carl Zuckmayer erkannten, obwohl ihn – wie er Herbert Ihering 1920 gestand – längst Theatermüdigkeit plagte.
Durch „Heranziehung der Richtigen“, so Kurt Hiller 1950 in seinem Buch Köpfe und Tröpfe, habe Jacobsohn nach dem Ersten Weltkrieg einen „gewaltigen Aufstieg“ seines Blatts zustande gebracht. Bemerkenswert ist vor allem, dass Jacobsohn es auch für Beiträge zu Themengebieten öffnete, die zwar kulturpolitisch wichtig waren, ihm selbst aber nicht im Geringsten am Herzen lagen. Hierzu zählen vor allem Filmkritiken, für die er Hans Siemsen, Frank Warschauer, Roland Schacht und Rudolf Arnheim als Mitarbeiter gewinnen konnte. Auch in der Musikkritik setzte er neue Akzente, indem er – selbst entschiedener Gegner Richard Wagners – den sozialdemokratischen Wagnerianer Klaus Pringsheim mit der Musikkritik betraute. 

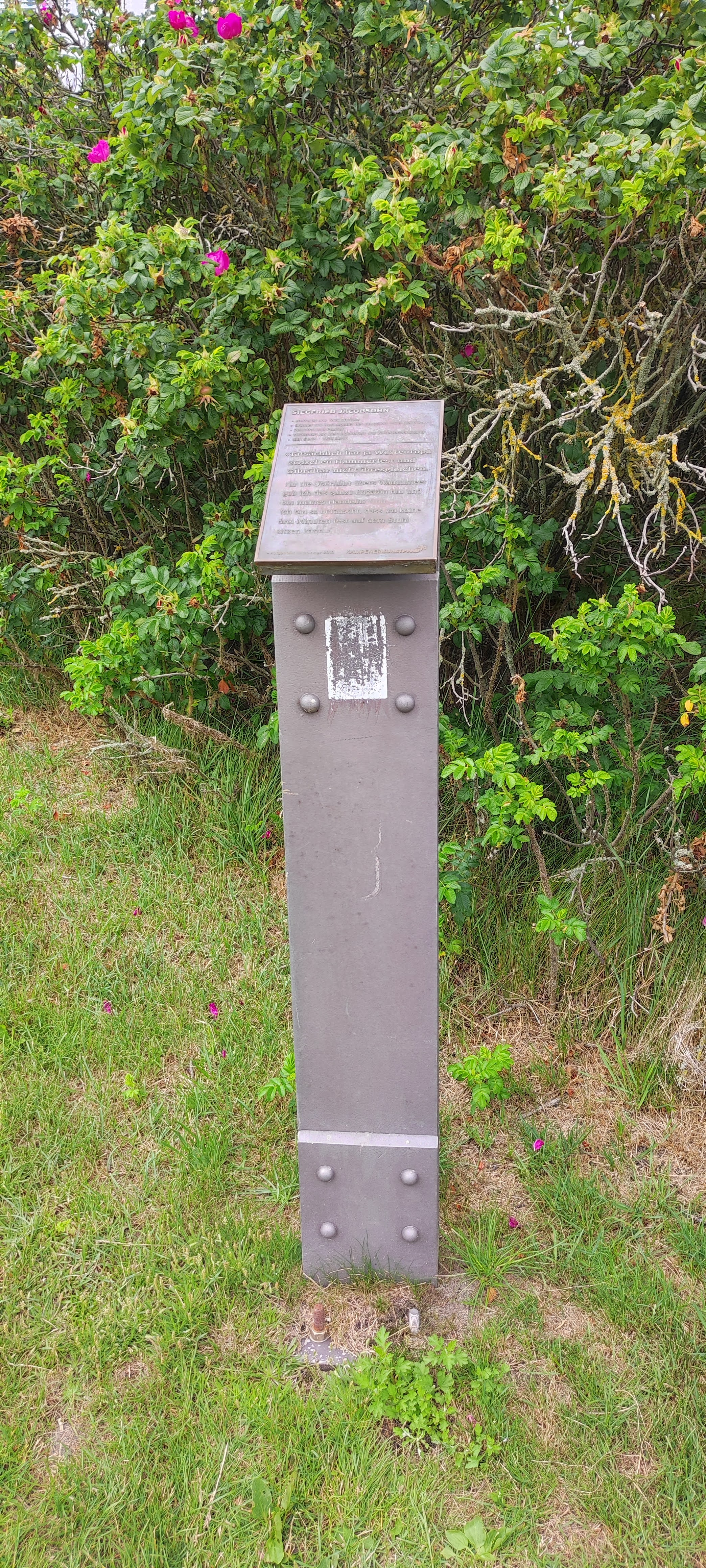
Gedenkstele Siegfried Jacobsohn (dessen Zweitwohnsitz ab 1920 Kampen war) auf der Braderuper Heide auf Sylt

Politisch näherte er sich schon gegen Ende des Ersten Weltkriegs mehr und mehr den Positionen der USPD an. Im Jahr 1918 engagierte er sich für kurze Zeit in Hillers Rat geistiger Arbeiter, verließ ihn aber bald, weil ihm die Redaktionsarbeit für die Weltbühne wichtiger erschien, er auch von Parteien nicht vereinnahmt werden wollte und ihm doktrinäre Positionen grundsätzlich zuwider waren. Er zeigte keine Berührungsängste vor gesellschaftlichen Kontakten etwa mit Oskar von Hindenburg, worüber er Tucholsky ironisch nach Paris berichtete. Als dieser seine publizistische Polemik gegen Reichspräsident Ebert, den angeblichen „Verräter seiner Klasse“, ins Maßlose steigerte, ermahnte ihn Jacobsohn mit prophetischen Worten im November 1924:

„Laß endlich den Ebert in Ruhe! Erstens wirst Du Dich von seinem Nachfolger bitter nach ihm zurücksehnen. Zweitens ist Körperumfang kein Argument. Drittens möchte ich mal erleben, was Du sagen würdest, wenn ein deutschnationaler Abgeordneter ein deutschnationaler Reichspräsident wäre (…) Viertens hat er in zähem Kampf die Auflösung des Reichstags erreicht, und das bedeutet, daß ich Dir weiter erhalten bleibe und Gehalt zahle, während Du bei einer neuen Rechtsregierung mich und Dein Geld hättest im Massengrab suchen können.“

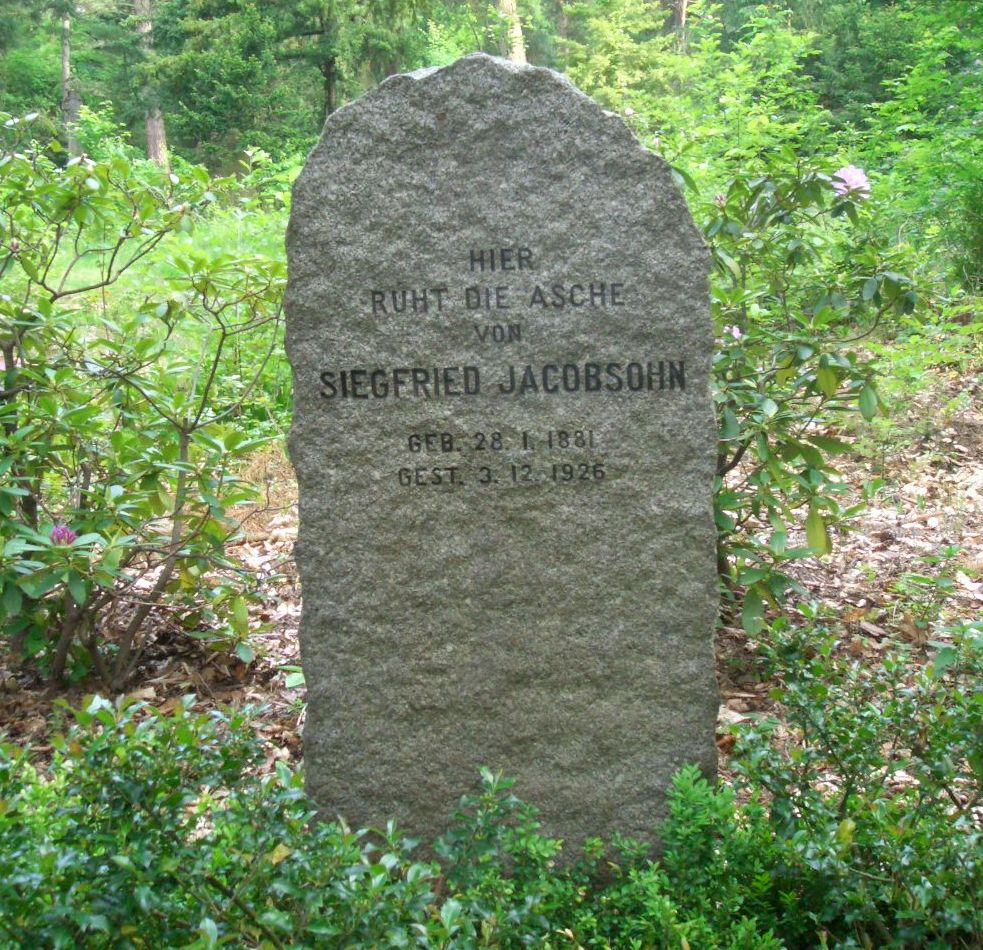
Grab Siegfried Jacobsohns auf dem Südwestkirchhof Stahnsdorf

Jacobsohn war ein ausgesprochen streitbarer Charakter. In der Rubrik „Antworten“ und in eigenen Artikeln und Artikelreihen attackierte er auch Gegner, von denen man meinen könnte, sie hätten seine Unterstützung verdient: So kam es 1913 zu einem heftigen Konflikt mit Theodor Lessing, nachdem Jacobsohn dessen Gutachten über Hermann Sudermanns Theaterstück Der gute Ruf abgedruckt hatte und Sudermann deswegen die Gerichte bemühte. Nachdem er sich schon um 1918 mit Stefan Großmann überworfen hatte, behauptete Jacobsohn 1920 aufgrund von Zwischenträgereien, Großmann lasse sich von Intendanten für positive Kritiken bezahlen (1922 musste er diesen Vorwurf zurücknehmen). Im Jahr 1925 bezichtigte er – auf einen Hinweis Kurt Tucholskys hin – Heinrich Fischer unberechtigterweise des Plagiats, was zum endgültigen Zerwürfnis mit Karl Kraus führte, der – obgleich charakterlich ganz ähnlich gelagert – ihm in der Fackel einen „an Morphinismus grenzenden Drang zum 'Vorknöpfen'“ bescheinigte. Tatsächlich brachten Jacobsohns manchmal vorschnelle, weil nicht ausreichend durch Recherchen abgesicherte Attacken ihm im Lauf der Jahre rund vierzig Prozesse ein, von denen er viele, aber nicht alle gewann.
Jacobsohn war auch für zahlreiche andere Periodika tätig, darunter die Deutsche Montagszeitung (Berlin), die Frankfurter Nachrichten, die Weser-Zeitung (Bremen), die Prager Presse, das Prager Tagblatt und die Zeit im Bild (Berlin / München / Wien).
Er starb am 3. Dezember 1926 ganz überraschend an einem epileptischen Anfall. Jacobsohn wurde auf dem Südwestkirchhof Stahnsdorf, südlich von Berlin, beigesetzt (Ehrengrab der Stadt Berlin). Er war seit 1915 mit der Verlegerin und Übersetzerin Edith Jacobsohn geb. Schiffer verheiratet, die mit ihrem Vermögen mehrmals den Verlag vor dem Konkurs rettete. Mit ihr hatte er einen Sohn, Peter Jacobsohn (1916–1998).
Seine Wochenzeitschrift Die Weltbühne wurde nach seinem Tod zunächst für einige Monate vom widerstrebenden Kurt Tucholsky (1926/1927), dann von Carl von Ossietzky (1927–1933) weitergeführt. Seine Witwe Edith Jacobsohn übernahm 1927 die Verlagsleitung. 1933 wurde die Zeitschrift verboten und ihr Archiv konfisziert; es ist seitdem verschollen. Sie erschien nach dem Verbot 1933 als „Neue Weltbühne“ in Prag. Eine Neugründung erfolgte 1946 in Berlin (Ost), die orthodox-kommunistische Texte veröffentlichte. 1993 wurde sie eingestellt. 2025 wurde sie dann von dem Verleger Holger Friedrich wiederbegründet, wogegen sich Jacobsohns Enkel Nicholas Jacobsohn mit publizistischen und juristischen Mitteln wehrt.

## Werke
- Das Theater der Reichshauptstadt. Albert Langen, München 1904.
- Max Reinhardt. Erich Reiß, Berlin 1910.
- Der Fall Jacobsohn. Verlag der Schaubühne, Berlin 1913.
- Die ersten Tage. Ein Schriftsteller erlebt auf Sylt den Beginn des Ersten Weltkriegs. Reuß & Itta Verlagsanstalt, Konstanz 1916 portal.dnb.de (Reprint 2014).
- [Als Herausgeber:] Oscar Sauer. Ein Gedenkbuch 1856–1916. Oesterheld & Co., Berlin 1916.
- Das Jahr der Bühne. 10 Bände. Oesterheld & Co., Berlin 1912–1920, Verlag der Weltbühne 1921.
- Max Reinhardt. 4. und 5. völlig veränderte (und auf Spielzeiten bis 1919 erweiterte) Auflage. Erich Reiß, Berlin 1921.
- Richard von Soldenhoff (Hrsg.): Briefe an Kurt Tucholsky 1915–1926. Der beste Brotherr dem schlechtesten Mitarbeiter. München und Hamburg 1989.
- Gesammelte Schriften, hrsg. von Gunther Nickel und Alexander Weigel. Wallstein, Göttingen 2005.